# Каза-Бранка (Созел)
Каза-Бранка (порт. Casa Branca) — район (фрегезия) в Португалии, входит в округ Порталегре. Является составной частью муниципалитета Созел. По старому административному делению входил в провинцию Алту-Алентежу. Входит в экономико-статистический субрегион Алентежу-Сентрал, который входит в Алентежу. Население составляет 1392 человека на 2001 год. Занимает площадь 100,83 км².